# Marquesado de Malpica
El marquesado de Malpica es un título nobiliario español creado el 2 de marzo de 1599 por el rey Felipe III en favor de Pedro Barroso de Ribera y Figueroa, señor de Malpica de Tajo.
Su denominación hace referencia al municipio de Malpica de Tajo, población de la provincia de Toledo, en la comunidad de Castilla-La Mancha.

## Marqueses de Malpica
|                         | Titular                                                                  | Periodo                 |
| Creación por Felipe III | Creación por Felipe III                                                  | Creación por Felipe III |
| ----------------------- | ------------------------------------------------------------------------ | ----------------------- |
| I                       | Pedro Barroso de Ribera y Figueroa                                       | 1599-1608               |
| II                      | Francisco de Ribera Barroso                                              | 1608-1619               |
| III                     | Baltasar Barroso y Enríquez Cabrera                                      | 1619-1669               |
| IV                      | Antonio Gaspar Barroso de Ribera Pimentel y Zúñiga Dávila                | 1669-1699               |
| V                       | Manuel de Ribera Barroso Pimentel Dávila y Zúñiga de Quiñones            | 1699-1716               |
| VI                      | José Juan Francisco Alonso-Pimentel y Zaulart                            | 1716-1765               |
| VII                     | Joaquín María Enríquez de Pimentel y Toledo                              | 1765-1792               |
| VIII                    | María Petronila de Alcántara Enríquez y Cernesio                         | 1792-1802               |
| IX                      | Manuel Antonio María de la Soledad Fernández de Córdoba                  | 1802-1805               |
| X                       | Joaquín Fernández de Córdoba y Pacheco                                   | 1805-1871               |
| XI                      | Fernando Fernández de Córdoba-Figueroa Álvarez de las Asturias Bohorquez | 1872-1891               |
| XII                     | Joaquín Fernández de Córdoba y Osma                                      | 1891-1957               |
| XIII                    | Gonzalo Fernández de Córdoba y Larios                                    | 1959-2013               |
| XIV                     | Joaquín Fernández de Córdova y Hohenlohe-Langenburg                      | 2014-hoy                |

## Historia de los marqueses de Malpica

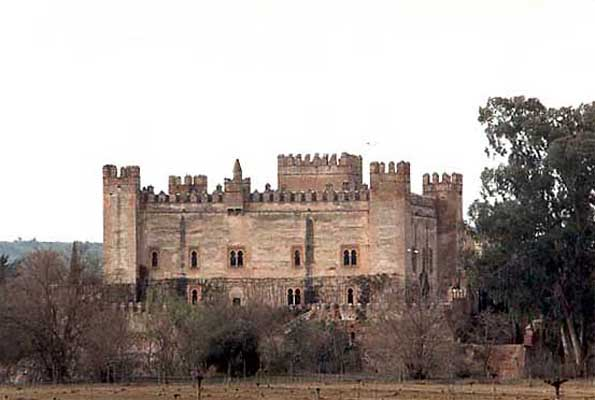
Castillo de los marqueses de Malpica, en Malpica de Tajo.

- Pedro Barroso de Ribera, I marqués de Malpica, señor de Parla, Valdepusa, Torres y Calabazas, mariscal de Castilla, caballero de la Orden de Santiago.[2]

Casó con Catalina Enríquez de Ribera. Le sucedió su hijo:
- Francisco de Ribera Barroso, II marqués de Malpica, señor de Parla, caballero de Santiago, gentilhombre de cámara del rey.[3]

Casó con Juana Enríquez de Ribera y Córdoba, hija de Fadrique Enríquez de Ribera y Portocarrero, I marqués de Villanueva del Río, y su esposa Mariana de Córdoba y Dávila. Le sucedió su hijo:
- Baltasar Barroso y Enríquez Cabrera (m. 21 de marzo de 1669), III marqués de Malpica, I conde de Navalmoral, señor de Parla y de San Martín de Valdepusa, caballero de Santiago, mayordomo y gentilhombre de cámara del rey, gobernador de la guardia alemana.[5]

Casó con Ana Polonia Manrique de Luna y Mendoza, VII condesa de Osorno, V condesa de Morata de Jalón, III marquesa de Vilueña, IX señora de Galisteo etc. Le sucedió su sobrino bisnieto:
- Antonio Gaspar Barroso de Ribera Pimentel y Zúñiga Dávila (m. en abril de 1699), IV marqués de Malpica, II conde de Navalmoral, V marqués de Povar, señor de Allariz, Milmanda, Alpuas, Aguilar, Valdepusa, Parla, Calabazas, San Martín, El Tiemblo, Cubas, Griñón, alcaide de la fortaleza de Ávila y del cimborio de su catedral, protector del tribunal de la Inquisición, gentilhombre de cámara del rey con ejercicio y servidumbre.[7] Era hijo de José Pimentel y Zúñiga, caballero de Calatrava, y su esposa Francisca de Zúñiga Dávila y Ribera, V marquesa de Mirabel, IV marquesa de Povar, II condesa de Berantevilla.

Casó el 11 de enero de 1680, en Madrid, con María Josefa Gonzaga y Manrique de Lara. Le sucedió su hermano:
- Manuel de Ribera Barroso Pimentel Dávila y Zúñiga de Quiñones (Madrid, 2 de junio de 1664-Madrid, 28 de mayo de 1716), V marqués de Malpica, III conde de Navalmoral, VI marqués de Povar, VI marqués de Mirabel, III conde de Beraventilla, caballero de la Orden de Calatrava (desde 1692) y comendador de Castilfleras en dicha orden, alférez mayor de Plasencia.[7]

Casó en primeras nupcias el 24 de febrero de 1692, en Madrid, con Juana Ana María Idiáquez-Butrón y Borja-Aragón, V duquesa de Ciudad Real; en segundas nupcias el 15 de diciembre de 1712, también en Madrid, con Isabel María Fernández de la Cueva, hija del IX duque de Alburquerque; y en terceras nupcias el 6 de abril de 1714 con Teresa de Moscoso Osorio y Aragón. Le sucedió su sobrino:
- José Francisco Alonso-Pimentel y Zaulart (m. 8 de enero de 1765), VI marqués de Malpica, VII marqués de Povar, IV conde de Navalmoral.[8]

Casó con Josefa Joaquina Álvarez de Toledo, Sarmiento y Palafox, V marquesa de Mancera, IV marquesa de Montalbo, V condesa de Gondomar, hija de Francisca María de Toledo y Osorio Feijoo de Novoa y Leiva —II marquesa de Belvís, I marquesa de Montalbo— y su segundo esposo Diego Sarmiento de Acuña y Sotomayor —II conde de Gondomar—. Le sucedió su hijo:
- Joaquín María Enríquez de Pimentel y Toledo, Dávila Zúñiga y Barroso de Ribera (m. 1792), VII marqués de Malpica, XII duque de Medina de Rioseco, VIII marqués de Povar, V marqués de Montalbo, XIV conde de Melgar, V y último conde de Navalmoral, VI conde de Gondomar.[10]

Casó en 1761 con María Bernarda Cernesio (m. 1802). Le sucedió su única hija:
- María Petronila de Alcántara Enríquez y Cernesio, Pimentel y Guzmán (Madrid, 19 de noviembre de 1746-Madrid, 29 de febrero de 1802), VIII marquesa de Malpica, VII marquesa de Mancera, IX marquesa de Povar, VI marquesa de Montalbo, VII condesa de Gondomar.[10]

Casó el 12 de octubre de 1761 con Pedro de Alcántara Fernández de Córdoba, XII duque de Medinaceli, VIII duque de Camiña, XI duque de Feria, X duque de Alcalá de los Gazules, XII duque de Segorbe, XIII duque de Cardona etc. Le sucedió su hijo:
- Manuel Antonio María de la Soledad Fernández de Córdoba (13 de junio de 1764-26 de septiembre de 1805), IX marqués de Malpica, VIII marqués de Mancera, X marqués de Povar, VII marqués de Montalbo, VIII conde de Gondomar.[12]

Casó el 15 de abril de 1781, en la iglesia de San José de Madrid, con María del Carmen Pacheco Téllez-Girón Fernández de Velasco, V duquesa de Arión. Le sucedió su hijo:

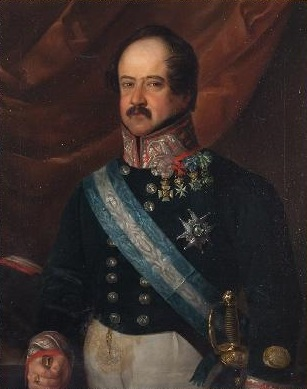
Retrato de Joaquín Fernández de Córdoba, X marqués de Malpica, obra de Valentín Carderera, c. 1837.

- Joaquín Fernández de Córdoba y Pacheco (Madrid, 22 de abril de 1787-Madrid, 1 de octubre de 1871), X marqués de Malpica, VI duque de Arión, IX marqués de Mancera, VIII marqués de Montalbo, XII marqués de Povar, IX conde de Gondomar, XVII señor de Valdepusa, caballerizo mayor y sumiller de corps de la reina Isabel II.[12]

Casó el 23 de julio de 1818 con María de la Encarnación Francisca de Asís Álvarez de las Asturias Bohorquez y Chacón (1798-1863), dama noble de la Orden de María Luisa. Le sucedió su hijo:
- Fernando Fernández de Córdoba-Figueroa Álvarez de las Asturias Bohorquez (Madrid, 2 de enero de 1845-Madrid, 30 de diciembre de 1891), XI marqués de Malpica, VII duque de Arión, XIV marqués de Povar, II marqués de Griñón.[12]

Casó el 28 de noviembre de 1869, en Madrid, con Blanca Rosa Ana Joaquína Francisca de Osma y Zavala (1847-1871). Le sucedió su hijo:
- Joaquín Fernández de Córdoba y Osma (Biarritz, 21 de septiembre de 1870-Madrid, 9 de noviembre de 1957), XII marqués de Malpica, VII duque de Arión, II duque de Canovas del Castillo, XI marqués de Mancera, XV marqués de Povar, II marqués de la Puente, IV marqués de la Puente y Sotomayor, II marqués de Alboloduy, IV marqués de Griñón, II marqués de Cubas, IX marqués de Valero, II conde de Santa Isabel, X conde de Beraventilla.[12]

Casó el 1 de diciembre de 1905, en San Sebastián, con María de la Luz Rosario de Mariátegui y Pérez de Barradas (1881-1957), IV marquesa de Bay, hija de Manuel Mariátegui y Vinyals, ministro de Estado y conde de Bernardo, y su esposa María del Rosario Pérez de Barradas y Fernández de Córdoba, marquesa de Peñaflor, II duquesa de Monteleón y I duquesa de Monteleón de Castilblanco. Previa orden del 24 de eneor de 1959 para que se expida la correspondiente carta de sucesión (BOE del 3 de febrero), le sucedió su hijo:
- Gonzalo Fernández de Córdoba y Larios (Málaga, 14 de febrero de 1934-Madrid, 12 de agosto de 2013), XIII marqués de Malpica, IX duque de Arión, III duque de Canovas del Castillo, XII marqués de Mancera, X marqués de Valero, V marqués de Bay, XVII marqués de Povar, IV marqués de Alboloduy, caballero de la Real Maestranza de Sevilla, agroindustrial pionero de la agricultura moderna y regatista español.[12]

Casó en primeras nupcias el 7 de mayo de 1959, en el Palacio de El Quexigal de Madrid, con Beatriz de Hohenloge-Langenburg e Iturbe (n. 1935), y en segundas nupcias el 10 de noviembre de 1990 con María de los Reyes Mitjans y Verea, XX marquesa de Ardales. El 1 de octubre de 2014, previa orden del 30 de mayo del mismo año para que se expida la correspondiente carta de sucesión (BOE del 17 de junio), le sucedió su hijo:
- Joaquín Fernández de Córdoba y Hohenlohe-Langenburg (Málaga, 14 de septiembre de 1961), XIV marqués de Malpica, X duque de Arión, XVIII marqués de Povar, XIII conde de Berantevilla.

Casó con Diana Langes Swarovski (n. 1971).